# Liste der Kulturdenkmale in Ellrich
Die Liste der Kulturdenkmale in Ellrich umfasst die als Ensembles, Straßenzüge und Einzeldenkmale erfassten Kulturdenkmale in der thüringischen Stadt Ellrich und ihrer Ortsteile.
Die Angaben in der Liste ersetzen nicht die rechtsverbindliche Auskunft der zuständigen Denkmalschutzbehörde.

## Legende
- Bild: zeigt ein Bild des Kulturdenkmals und gegebenenfalls einen Link zu weiteren Fotos des Kulturdenkmals im Medienarchiv Wikimedia Commons
- Bezeichnung: Name, Bezeichnung oder die Art des Kulturdenkmals
- Lage: Wenn vorhanden Straßenname und Hausnummer des Kulturdenkmals; Grundsortierung der Liste erfolgt nach dieser Adresse. Der Link Karte führt zu verschiedenen Kartendarstellungen und nennt die Koordinaten des Kulturdenkmals.
 Kartenansicht, um Koordinaten zu setzen – in dieser Kartenansicht sind Kulturdenkmale ohne Koordinaten mit einem roten bzw. orangen Marker dargestellt und können in der Karte gesetzt werden. Kulturdenkmale ohne Bild sind mit einem blauen bzw. roten Marker gekennzeichnet, Kulturdenkmale mit Bild mit einem grünen bzw. orangen Marker.
- Datierung: gibt das Jahr der Fertigstellung beziehungsweise das Datum der Erstnennung oder den Zeitraum der Errichtung an
- Beschreibung: bauliche und geschichtliche Einzelheiten des Kulturdenkmals, vorzugsweise die Denkmaleigenschaften
- ID: Die ID identifiziert das Kulturdenkmal eindeutig. In Thüringen sind aktuell keine IDs veröffentlicht. In der ID-Spalte kann sich auch folgendes Icon  befinden, dies führt zu Angaben zu diesem Kulturdenkmal bei Wikidata.

## Kulturdenkmale nach Ortsteilen

### Appenrode
| Bild                           | Bezeichnung            | Lage                 | Datierung | Beschreibung                                                                  | ID |
| ------------------------------ | ---------------------- | -------------------- | --------- | ----------------------------------------------------------------------------- | -- |
| weitere Bilder Fotos hochladen | Evangelische Kirche    | Pfarrgasse (Karte)   |           | Kirche St. Jakobus, samt künstlerischer Ausstattung, Kirchhof und Einfriedung |    |
| BW                             | Pfarrhaus und Speicher | Pfarrgasse 2 (Karte) |           | Pfarrhaus und Speicher                                                        |    |

### Ellrich
| Bild                                    | Bezeichnung                                | Lage                              | Datierung | Beschreibung                                                                                     | ID |
| --------------------------------------- | ------------------------------------------ | --------------------------------- | --------- | ------------------------------------------------------------------------------------------------ | -- |
| Direkt Bild zu diesem Denkmal hochladen | Gedenkstele für KZ-Opfer des Todesmarsches | Koordinaten fehlen! Hilf mit.     |           | Gedenkstele für KZ-Opfer des Todesmarsches                                                       |    |
| weitere Bilder Fotos hochladen          | Stadtmauer                                 | (Karte)                           |           | Stadtmauer, Mauerreste mit Ravensturm in der Ravensstraße und Wernaer Tor                        |    |
| weitere Bilder Fotos hochladen          | Jüdischer Friedhof                         | Karlstraße / Töpferstraße (Karte) |           |                                                                                                  |    |
| BW                                      | KZ-Außenlager Ellrich-Juliushütte          | Pontelstraße (Karte)              |           | KZ-Gedenkstätte Außenstelle Ellrich, Juliushütte                                                 |    |
| weitere Bilder Fotos hochladen          | Evangelische Stadtkirche St. Johannis      | Kirchstraße (Karte)               |           | evangelische Marktkirche St. Johannis, samt künstlerischer Ausstattung, Kirchhof und Einfriedung |    |
| Fotos hochladen                         | Bahnhof Ellrich                            | Am Burgberg (Karte)               |           | Stellwerksgebäude EW                                                                             |    |
| weitere Bilder Fotos hochladen          | Frauenbergkirche St. Marien                | Am Frauenberg 5 (Karte)           |           | Frauenbergkirche St. Marien, samt künstlerischer Ausstattung, Kirchhof und Einfriedung           |    |
| weitere Bilder Fotos hochladen          | römisch-katholische Kirche St. Bonifatius  | Am Stadttor 11 (Karte)            |           | St.-Bonifatius-Kirche, samt künstlerischer Ausstattung, Kirchhof und Einfriedung                 |    |
| BW                                      | Pfarrhaus                                  | Am Markt 15 (Karte)               |           | Evangelisches Pfarrhaus                                                                          |    |
| BW                                      | Wohnhaus                                   | Am Markt 21 (Karte)               |           | Wohnhaus                                                                                         |    |
| BW                                      | Wohnhaus                                   | Am Markt 22 (Karte)               |           | Wohnhaus                                                                                         |    |
| BW                                      | Bahnhof Ellrich                            | Gipsstraße (Karte)                |           | Stellwerksgebäude Elb                                                                            |    |
| BW                                      | Wohnhaus                                   | Große Uferstraße 14 (Karte)       |           | Wohnhaus                                                                                         |    |
| BW                                      | Wohnhaus                                   | Große Bahnhofstraße 32 (Karte)    |           | ehemaliger Bahnhof, aktuell Feuerwehrstation                                                     |    |
| weitere Bilder Fotos hochladen          | Hospitalkirche St. Spiritus                | Hospitalstraße 34 (Karte)         |           | ehemalige Hospitalkirche St. Spiritus, mit künstlerischer Ausstattung                            |    |
| Fotos hochladen                         | Museum                                     | Hospitalstraße 34, 40 (Karte)     |           | ehemalige Hospitalanlage, aktuell Museum                                                         |    |
| BW                                      | Wohnhaus                                   | Jüdenstraße 23 (Karte)            |           | Wohnhaus                                                                                         |    |
| BW                                      | Wohnhaus                                   | Jüdenstraße 25 (Karte)            |           | Wohnhaus                                                                                         |    |
| BW                                      | Wohnhaus                                   | Jüdenstraße 26 (Karte)            |           | Wohnhaus                                                                                         |    |
| BW                                      | Wohnhaus                                   | Jüdenstraße 29 (Karte)            |           | Wohnhaus                                                                                         |    |
| BW                                      | Wohnhaus                                   | Kirchstraße 10 (Karte)            |           | Wohnhaus                                                                                         |    |
| BW                                      | Wohnhaus                                   | Kirchstraße 12 (Karte)            |           | Wohnhaus                                                                                         |    |
| BW                                      | Wohnhaus                                   | Kleine Uferstraße 1 (Karte)       |           | Wohnhaus                                                                                         |    |
| BW                                      | Wohnhaus                                   | Kleine Uferstraße 2 (Karte)       |           | Wohnhaus                                                                                         |    |
| BW                                      | Wohnhaus                                   | Kleine Uferstraße 3 (Karte)       |           | Wohnhaus                                                                                         |    |
| BW                                      | Wohnhaus                                   | Kleine Uferstraße 4 (Karte)       |           | Wohnhaus                                                                                         |    |
| Fotos hochladen                         | Wohnhaus                                   | Lindenstraße 6 (Karte)            |           | Wohnhaus                                                                                         |    |
| Fotos hochladen                         | Wohnhaus                                   | Lindenstraße 8 (Karte)            |           | Wohnhaus                                                                                         |    |
| Fotos hochladen                         | Wohnhaus                                   | Lindenstraße 9–10 (Karte)         |           | Wohnhaus                                                                                         |    |
| BW                                      | Wohnhaus                                   | Lindenstraße 11 (Karte)           |           | Wohnhaus                                                                                         |    |
| BW                                      | Wohnhaus                                   | Lindenstraße 22 (Karte)           |           | Wohnhaus                                                                                         |    |
| BW                                      | Wohnhaus                                   | Lindenstraße 23 (Karte)           |           | Wohnhaus                                                                                         |    |
| BW                                      | Hofanlage                                  | Mühlhof 5 (Karte)                 |           | Hofanlage                                                                                        |    |
| Fotos hochladen                         | Glockenturm                                | Nicolaiplatz (Karte)              |           | Glockenturm                                                                                      |    |
| BW                                      | Wohn- und Geschäftshaus                    | Nicolaiplatz 24 (Karte)           |           | Wohn- und Geschäftshaus                                                                          |    |
| BW                                      | Wohnhaus                                   | Nordhäuser Straße 2 (Karte)       |           | Wohnhaus                                                                                         |    |
| BW                                      | Wohnhaus                                   | Nordhäuser Straße 4 (Karte)       |           | Wohnhaus                                                                                         |    |
| BW                                      | Wohnhaus                                   | Nordhäuser Straße 7 (Karte)       |           | Wohnhaus                                                                                         |    |
| Fotos hochladen                         | Wohnhaus                                   | Nordhäuser Straße 8 (Karte)       |           | Wohnhaus                                                                                         |    |
| BW                                      | Wohnhaus                                   | Nordhäuser Straße 20 (Karte)      |           | Wohnhaus                                                                                         |    |
| BW                                      | Wohnhaus                                   | Pfeifferstraße 3 (Karte)          |           | Wohnhaus                                                                                         |    |
| BW                                      | Wohnhaus                                   | Pfeifferstraße 5 (Karte)          |           | Wohnhaus                                                                                         |    |
| BW                                      | Museum                                     | Ravensstraße 15 (Karte)           |           | Feuerwehrgerätehaus, aktuell Museum                                                              |    |
| BW                                      | Wohnhaus                                   | Salzmarkt 8 (Karte)               |           | Wohnhaus                                                                                         |    |
| BW                                      | Wohnhaus                                   | Salzmarkt 9 (Karte)               |           | Wohnhaus                                                                                         |    |
| BW                                      | Wohnhaus                                   | Salzstraße 13 (Karte)             |           | Wohnhaus                                                                                         |    |
| BW                                      | Wohnhaus                                   | Salzstraße 14 (Karte)             |           | Wohnhaus                                                                                         |    |
| BW                                      | Wohnhaus                                   | Schäferstraße 2 (Karte)           |           | Wohnhaus                                                                                         |    |
| BW                                      | Wohnhaus                                   | Schäferstraße 4 (Karte)           |           | Wohnhaus                                                                                         |    |
| BW                                      | Wohnhaus                                   | Schäferstraße 6 (Karte)           |           | Wohnhaus                                                                                         |    |
| Direkt Bild zu diesem Denkmal hochladen | Straßenschild                              | Töpferstraße                      |           | Kennzeichnendes Straßenschild Töpfergasse 1-24 (ohne 2,4,24)                                     |    |
| BW                                      | Wohn- und Geschäftshaus                    | Zwischen den Toren 9 (Karte)      |           | Wohn- und Geschäftshaus                                                                          |    |
| BW                                      | Wohnhaus                                   | Zwischen den Toren 10 (Karte)     |           | Wohnhaus                                                                                         |    |

### Gudersleben
| Bild                                    | Bezeichnung                   | Lage                     | Datierung | Beschreibung                                                     | ID |
| --------------------------------------- | ----------------------------- | ------------------------ | --------- | ---------------------------------------------------------------- | -- |
| weitere Bilder Fotos hochladen          | Evangelische Kirche St. Vitus | (Karte)                  |           | Kirche samt künstlerischer Ausstattung, Kirchhof und Einfriedung |    |
| BW                                      | Hofanlage                     | Alte Hauptstr. 1 (Karte) |           | ehemals Nr. 4                                                    |    |
| BW                                      | Wohnhaus                      | Holland 4 (Karte)        |           | Wohnhaus, ehemals Nr. 38                                         |    |
| Fotos hochladen                         | ehemaliges Gutshaus           | Kirchmauer 9 (Karte)     |           | ehemals Nr. 52, Gutshaus, Scheune und Mauer                      |    |
| Direkt Bild zu diesem Denkmal hochladen | Grabstein                     | Am Hopfgarten            |           | Grab eines Sowj. Soldaten                                        |    |

### Rothesütte
| Bild                                    | Bezeichnung          | Lage                                       | Datierung | Beschreibung                             | ID |
| --------------------------------------- | -------------------- | ------------------------------------------ | --------- | ---------------------------------------- | -- |
| BW                                      | Forstarbeiterhaus    | Alte-Nordhäuser-Str. 20 (Karte)            |           | Forstarbeiterhaus und Wirtschaftsgebäude |    |
| BW                                      | Wirtschaftsgebäude   | Alte-Nordhäuser-Str. 22 (Karte)            |           | Wirtschaftsgebäude                       |    |
| BW                                      | ehemaliger Gasthof   | Alte-Nordhäuser-Str. 34 (Karte)            |           |                                          |    |
| Direkt Bild zu diesem Denkmal hochladen | Ehemaliges Forsthaus | Zum Ehrenberg 2                            |           |                                          |    |
| BW                                      | Grabplatte           | Alte-Nordhäuser-Str./Alte Poststr. (Karte) |           |                                          |    |
| BW                                      | Grenzstein           | Alte-Nordhäuser-Str./Alte Poststr. (Karte) |           | Grenzstein der ehemaligen DDR            |    |
| BW                                      | Meileröfen           | südlich des Ortes (Karte)                  |           |                                          |    |

### Sülzhayn
| Bild                                    | Bezeichnung                        | Lage                                  | Datierung | Beschreibung                                                     | ID |
| --------------------------------------- | ---------------------------------- | ------------------------------------- | --------- | ---------------------------------------------------------------- | -- |
| weitere Bilder Fotos hochladen          | Evangelische Kirche St. Katharinen | (Karte)                               |           | Kirche samt künstlerischer Ausstattung, Kirchhof und Einfriedung |    |
| BW                                      | Feuerwehrgerätehaus                | Benneckensteiner Str. (Karte)         |           |                                                                  |    |
| BW                                      | Wohnhaus                           | Benneckensteiner Str. 6 (Karte)       |           | Wohnhaus                                                         |    |
| BW                                      | Wohnhaus                           | Benneckensteiner Str. 7 (Karte)       |           | Wohnhaus                                                         |    |
| BW                                      | Wohnhaus                           | Benneckensteiner Str. 8 (Karte)       |           | Wohnhaus                                                         |    |
| BW                                      | Arztvilla                          | Benneckensteiner Str. 29a (Karte)     |           | ehemaliges Sanatorium „Hohenstein“                               |    |
| BW                                      | Wohn- und Wirtschaftsgebäude       | Benneckensteiner Str. 29 b, c (Karte) |           |                                                                  |    |
| Direkt Bild zu diesem Denkmal hochladen | Wohnhaus                           | Carl-von-Ossietzky-Str. 2             |           | Wohnhaus                                                         |    |
| Direkt Bild zu diesem Denkmal hochladen | Wohnhaus                           | Carl-von-Ossietzky-Str. 5             |           | Wohnhaus                                                         |    |
| BW                                      | Arztvilla                          | Carl-von-Ossietzky-Str. 6 (Karte)     |           | ehemaliges Sanatorium „Sonnenfels“                               |    |
| weitere Bilder Fotos hochladen          | Hotel                              | Carl-von-Ossietzky-Str. 9 (Karte)     |           | Hotel mit Park, ehemaliges Sanatorium „Carl-von-Ossietzky“       |    |
| BW                                      | Wohnhaus                           | Ellricher Straße 1 (Karte)            |           | Wohnhaus                                                         |    |
| BW                                      | Pfarrhaus                          | Ellricher Straße 2 (Karte)            |           |                                                                  |    |
| BW                                      | ehemalige Schule                   | Ellricher Straße 4 (Karte)            |           |                                                                  |    |
| BW                                      | Wohnhaus                           | Dr.-Kremser-Str. 1 (Karte)            |           | Wohnhaus                                                         |    |
| BW                                      | Wohnhaus                           | Dr.-Kremser-Str. 2 (Karte)            |           | Wohnhaus                                                         |    |
| Direkt Bild zu diesem Denkmal hochladen | Wohnhaus                           | Dr.-Kremser-Str. 4                    |           | Wohnhaus                                                         |    |
| Direkt Bild zu diesem Denkmal hochladen | Wohnhaus                           | Dr.-Kremser-Str. 6                    |           | Wohnhaus                                                         |    |
| BW                                      | Wohnhaus                           | Dr.-Kremser-Str. 19 (Karte)           |           | Wohnhaus                                                         |    |
| BW                                      | Gasthof                            | Dr.-Kremser-Str. 20 (Karte)           |           |                                                                  |    |
| BW                                      | Wohnhaus                           | Dr.-Kremser-Str. 23 (Karte)           |           | Wohnhaus                                                         |    |
| BW                                      | Wohnhaus                           | Dr.-Kremser-Str. 25 (Karte)           |           | Wohnhaus                                                         |    |
| BW                                      | Wohnhaus                           | Dr.-Kremser-Str. 29 (Karte)           |           | Wohnhaus                                                         |    |
| Direkt Bild zu diesem Denkmal hochladen | Hofanlage                          | Dr.-Kremser-Str. 30                   |           |                                                                  |    |
| BW                                      | Wohn- und Geschäftshaus            | Dr.-Kremser-Str. 31 (Karte)           |           |                                                                  |    |
| BW                                      | Wohn- und Geschäftshaus            | Dr.-Kremser-Str. 32 (Karte)           |           | Wohnhaus                                                         |    |
| BW                                      | Wohnhaus                           | Dr.-Kremser-Str. 35 (Karte)           |           | Wohnhaus                                                         |    |
| BW                                      | Hofanlage                          | Dr.-Kremser-Str. 36 (Karte)           |           |                                                                  |    |
| BW                                      | Verwaltungsgebäude                 | Dr.-Kremser-Str. 38 (Karte)           |           |                                                                  |    |
| Direkt Bild zu diesem Denkmal hochladen | Hauptgebäude, Liegehalle           | Dr.-Kremser-Str. 55                   |           | ehemaliger Park „Hohentanneck“                                   |    |
| BW                                      | Wohnhaus                           | Dr.-Kremser-Str. 60 (Karte)           |           | Wohnhaus                                                         |    |
| BW                                      | Wohnhaus und Scheune               | Dr.-Kremser-Str. 72 (Karte)           |           | Wohnhaus                                                         |    |
| BW                                      | Wohnhaus                           | Dr.-Kremser-Str. 78 (Karte)           |           | Wohnhaus                                                         |    |
| BW                                      | Wohnhaus                           | Mühlbergstr. 10 (Karte)               |           | Wohnhaus                                                         |    |
| Direkt Bild zu diesem Denkmal hochladen | Gedenkstein                        | Friedhof am Mittelberg                |           | Gedenkstein für 55 Opfer des Faschismus                          |    |
| BW                                      | Denkmalsensemble                   | Heiland 1-19 (Karte)                  |           | kennzeichnendes Straßenbild                                      |    |

### Werna
| Bild                                    | Bezeichnung                      | Lage                                | Datierung | Beschreibung                                                     | ID |
| --------------------------------------- | -------------------------------- | ----------------------------------- | --------- | ---------------------------------------------------------------- | -- |
| weitere Bilder Fotos hochladen          | Evangelische Kirche St. Johannis | Kirchgasse (Karte)                  |           | Kirche samt künstlerischer Ausstattung, Kirchhof und Einfriedung |    |
| Direkt Bild zu diesem Denkmal hochladen | Wohnhaus                         | An der Sülze 2                      |           | auch Dorfstraße 21, Wohnhaus und Scheune                         |    |
| Direkt Bild zu diesem Denkmal hochladen | Wohnhaus                         | An der Sülze 3                      |           | auch Dorfstraße 43                                               |    |
| Direkt Bild zu diesem Denkmal hochladen | Scheune                          | An der Sülze 8                      |           | auch Dorfstraße 23                                               |    |
| Direkt Bild zu diesem Denkmal hochladen | Wohnhaus                         | An der Sülze 10                     |           | auch Dorfstraße 24                                               |    |
| BW                                      | Hofanlage                        | Appenröder Str. 1 (Karte)           |           | auch Hauptstraße 5                                               |    |
| BW                                      | Wohnhaus                         | Appenröder Str. 3 (Karte)           |           | auch Hauptstraße 3                                               |    |
| Fotos hochladen                         | ehemaliges Gutshaus              | Appenröder Str. 4 (Karte)           |           | auch Hauptstraße 53, Gutshaus von Spiegel                        |    |
| Direkt Bild zu diesem Denkmal hochladen | Wohnhaus                         | Appenröder Str. 6b                  |           | auch Hauptstraße 41                                              |    |
| BW                                      | Wohnhaus                         | Appenröder Str. 18 (alt 29) (Karte) |           |                                                                  |    |
| BW                                      | Wohnhaus                         | Appenröder Str. 22 (alt 31) (Karte) |           |                                                                  |    |
| BW                                      | Hofanlage                        | Gemeindeweg 1 (Karte)               |           | auch Hauptstraße 35                                              |    |
| Direkt Bild zu diesem Denkmal hochladen | Wohnhaus                         | Gemeindeweg 7                       |           | auch Hauptstraße 38                                              |    |
| BW                                      | Wohnhaus                         | Neuer Markt 7 (Karte)               |           |                                                                  |    |
| BW                                      | Wohnhaus                         | Neuer Markt 8 (Karte)               |           |                                                                  |    |
| BW                                      | Wohnhaus                         | Neuer Markt 16 (Karte)              |           |                                                                  |    |
| BW                                      | Wohnhaus                         | Neuer Markt 17 (Karte)              |           |                                                                  |    |
| BW                                      | Gutshaus                         | Ochsenweg 49 (Karte)                |           | ehemaliges Gutshaus von Spiegel bei Cleysingen                   |    |
| BW                                      | Denkmalsensemble                 | Neuer Markt 7–21 (Karte)            |           | kennzeichnendes Straßenbild                                      |    |

### Woffleben
| Bild                                    | Bezeichnung                      | Lage                               | Datierung | Beschreibung                                                     | ID |
| --------------------------------------- | -------------------------------- | ---------------------------------- | --------- | ---------------------------------------------------------------- | -- |
| weitere Bilder Fotos hochladen          | Evangelische Kirche St. Johannis | (Karte)                            |           | Kirche samt künstlerischer Ausstattung, Kirchhof und Einfriedung |    |
| BW                                      | Wohnhaus                         | Amthof 1–1a (Karte)                |           | Wohnhaus, ehemaliges Gutshaus                                    |    |
| BW                                      | ehemaliger Gasthof               | Straße der Freundschaft 4 (Karte)  |           | Gasthof und Nebengebäude                                         |    |
| BW                                      | Taubenhaus                       | Straße der Freundschaft 11 (Karte) |           | auch Mühlgasse                                                   |    |
| BW                                      | Hofanlage                        | Straße der Freundschaft 52 (Karte) |           |                                                                  |    |
| BW                                      | Wohnhaus                         | Straße der Freundschaft 54 (Karte) |           |                                                                  |    |
| Fotos hochladen                         | Pfarrhaus                        | Straße der Freundschaft 57 (Karte) |           | Pfarrhaus und Speicher                                           |    |
| Direkt Bild zu diesem Denkmal hochladen | Wegweiserstein                   | Straße der Freundschaft            |           |                                                                  |    |
| BW                                      | Stellwerksgebäude                | Straße der Freundschaft (Karte)    |           | Stellwerksgebäude „Wb“ Bahnhof Woffleben                         |    |
| BW                                      | Stellwerksgebäude                | Bahnhofstraße (Karte)              |           | Stellwerksgebäude „Ww“ Bahnhof Woffleben                         |    |